# Nexel
Nexel A/S er en landsdækkende dansk virksomhed, der vedligeholder og udbygger elnettet, og det er et datterselskab til Andel. I alt er de ansvarlige for 44.000 km elnet. Nexel har over 600 ansatte og hovedkvarter i Svinninge. Deres årsomsætning var i 2023 på 2,272 mia. danske kroner. Nexel blev grundlagt i 1902 og havde navnet Nesa fra 1902 - 2006.